# Michael Sandel
Michael J. Sandel (Minneapolis, 5 marzo 1953) è un filosofo statunitense. Riconosciuto come uno dei principali apostoli del comunitarismo, rivolge la sua ricerca alla filosofia morale e politica. È noto soprattutto per la sua critica alla teoria della giustizia di John Rawls condotta in Il liberalismo e i limiti della giustizia e per il suo corso intitolato "Giustizia", disponibile su internet. Sandel, che è stato allievo di Charles Taylor a Oxford, è professore presso l'Università di Harvard dove insegna Teoria del governo. Nel 2002 è stato nominato Fellow dall'American Academy of Arts and Sciences.

## Traduzioni
- Il liberalismo e i limiti della giustizia, Feltrinelli, Milano 1994, ISBN 8807081350.
- Giustizia: il nostro bene comune, Feltrinelli, Milano 2010, ISBN 9788807104541
- Contro la perfezione. L'etica nell'età dell'ingegneria genetica, V&P, Milano 2008, ISBN 9788834315446.
- Quello che i soldi non possono comprare. I limiti morali del mercato, Feltrinelli, Milano 2013, ISBN 9788807104930.
- La tirannia del merito: Perché viviamo in una società di vincitori e di perdenti, 2021, trad.Eleonora Marchiafava, Corrado Del Bò, Editore	Feltrinelli Editore, ISBN	8858842863, 9788858842867